# Hyphessobrycon diancistrus

Hyphessobrycon diancistrus és una espècie de peix de la família dels caràcids i de l'ordre dels caraciformes.

## Morfologia
- Els mascles poden assolir 3 cm de llargària total i les femelles 2,5.[4]

## Hàbitat
Viu a àrees de clima tropical.

## Distribució geogràfica
Es troba a Sud-amèrica, a les conques dels rius Orinoco i  Negro.